# Томас Крістіансен
Томас Крістіансен (ісп. Thomas Christiansen, нар. 11 березня 1973, Гадсунн) — іспанський футболіст данського походження, що грав на позиції нападника. Згодом — футбольний тренер.

## Біографія

### Юність
Народився 11 березня 1973 року в місті Гадсунн у родині данця і іспанки. Томас провів своє дитинство в Копенгагені. Він почав займатися футболом у 9 років, коли став тренуватися в молодіжному клубі «Avedøre». У 1988 році Крістіансен виступав за молодіжну команду «Брондбю», після чого став виступати за «Відовре».
У 1991 році Томас тренувався разом із данським відділенням молодіжної команди «Реала», але мати заборонила йому підписувати контракт з клубом. Через це футболіст був змушений перейти в інший данський клуб — «Б 93». У травні 1991 року, в матчі молодіжної першості, Крістіансен забив шість м'ячів у ворота «КБ». Через деякий час, Томас поїхав в Іспанію, де почав тренуватися з молодіжною командою «Барселони», яка на той момент відстоювала титул чемпіона молодіжної першості.

### «Барселона»
Крістіансен підписав чотирирічний контракт з «Барселоною» в липні 1991 року, з надією на те, що буде виступати в лінії нападу «синьо-гранатових» разом із співвітчизником Мікаелем Лаудрупом. Перший матч в Іспанії, гравець провів у складі клубу «Барселона Атлетик».
У контракті Томаса був вказаний пункт, де він заявляв, що є громадянином Іспанії. Отже, він не зараховувався у квоту іноземців Ла-Ліги. Як громадянин Іспанії, він був викликаний в молодіжну команду своєї країни в грудні 1992 року, і відразу ж відзначився у зустрічі з командою Німеччини (2:1).
Незважаючи на те, що футболіст грав за «Барселону Атлетик», головний тренер збірної Іспанії, Хав'єр Клементе викликав футболіста під прапори національної збірної. У січні 1993 року відбувся дебют Томаса за збірну Іспанії у зустрічі проти Мексики.
Крістіансен продовжив контракт з «Барселоною» до 1997 року. Дебют за основний склад «Барселони» відбувся в першій фінальній зустрічі на Суперкубок Європи проти «Вердера». У тій зустрічі, він вийшов на поле за сім хвилин до кінця матчу.
Свою першу повноцінну зустріч у складі «Барси» Крістіансен провів у матчі на Кубок Іспанії проти «Атлетіко Мадрид». Після чого знову був викликаний до збірної Іспанії. Свою останню зустріч за національну команду Іспанії, Томас провів, вийшовши на заміну у зустрічі проти збірної Литви. Зустріч завершилася впевненою перемогою Іспанців з рахунком 5:0, а сам гравець провів один з м'ячів у ворота литовців.
В лютому 1993 року через відсутність ігрової практики у складі «Барселони» футболіст був відданий в оренду в клуб «Спортінг» з Хіхона. За період оренди Томас провів 10 зустрічей у складі «Спортінга», в яких відзначився 4 рази. Повернувшись з оренди в липні 1993 року, гравець розпочав передсезонну підготовку у складі «синьо-гранатових». Однак після провалених передсезонних зустрічей, Йоган Кройф перестав бачити гравця у складі своєї команди. Після цього, Томас два роки знову був в орендах, виступаючи за «Осасуну» та «Расінг».

### Змішаний успіх
Згідно з правилами іспанської Ла Ліги, після трьох років, проведених в оренді, «Барселона» була зобов'язана виплатити грошову компенсацію футболістові, в тому випадку якщо він не буде проданий. Томас підписав контракт з «Ов'єдо». Після гарного старту, у другому сезоні за «Ов'єдо», Крістіансен не зумів відзначитися забитими м'ячами, провівши на полі 31 зустріч. 
Після провального сезону, футболіст підписав контракт з клубом Сегунди «Вільярреалом». У першому сезоні за «жовту субмарину» Томас допоміг своєму новому клубу вийти в Ла Лігу. Проте в наступному сезоні, клуб так і не зміг закріпитися в еліті. Сам гравець, в тому сезоні, забив лише один м'яч.
У 1999 році Томас залишився без команди. До футболіста проявляв інтерес мексиканський клуб, однак інтересом все і обмежилося. Він продовжував виступати за іспанський клуб «Терраса», що виступав у Сегунді Б. 
На початку 2000 року Крістіансен перейшов у грецький клуб «Паніоніос», а вже в серпні перебрався в стан чемпіонів Данії, клуб «Герфельге». Футболіст добре проявив себе у зустрічі проти «Брондбю», забивши два м'ячі у ворота срібних призерів чемпіонату Данії.

### Прорив у Німеччині
У січні 2001 року Томас переїхав до Німеччини, де почав виступати за клуб німецької Бундесліги «Бохум». Через півроку клуб вилетів у другу лігу. У наступному сезоні, Крістіансен став найкращим бомбардиром команди, відзначившись 17 забитими м'ячами, а сам клуб повернувся в Бундеслігу. У сезоні 2002/03, Томас розділив лаври найкращого бомбардира Бундесліги з Джоване Елбером. Обидва футболісти забили 21 гол за сезон.
Після такого успіху, гравець був куплений клубом «Ганновер 96», де був покликаний замінити Фреді Бобича. У першому сезоні за новий клуб, Томас відзначився 9 разів, однак так і не зміг досягти свого рівня, показаного в іграх за «Бохум». У наступному сезоні він отримав кілька серйозних травм. Влітку 2006 року, «Ганновер 96» не став продовжувати контракт з гравцем, а сам футболіст вирішив завершити кар'єру.

### Кар'єра тренера
Крістіансен почав свою тренерську кар'єру в лютому 2013 року в ОАЕ, куди його запросив на роботу своїм асистентом головний тренер «Аль-Джазіри» співвітчизник Луїс Мілья. Залишив свою посаду в жовтні того ж року, після того як головний тренер був звільнений. 
Наприкінці квітня 2014 року він був призначений головним тренером кіпрського клубу АЕК (Ларнака). Пропрацював з ларнацьким клубом два роки, після чого 1 червня 2016 став головним тренером діючого чемпіона Кіпру клубу АПОЕЛ. Керував командою клубу протягом сезону 2016/17, в якому АПОЕЛ захистив чемпіонський титул, а також дійшов до фіналу національного Кубку. Попри ці успіхи 25 травня 2017 року було оголошено про припинення співпраці тренера і клубу за обопільною згодою.
15 червня 2017 року був призначений новим головним тренером клубу англійського другого дивізіону «Лідс Юнайтед», змінивши Гаррі Монка. Пропрацював у Лідсі лише до лютого 2018 року, коли його було звільнено через незадовільні результати команди, яка на той час посідала десятий рядок турнірної таблиці першості.
У 2019—2020 роках Томас Крістіансен очолював бельгійський клуб «Юніон Сент-Жилуаз». З 2020 року іспанський тренер данського походження очолює національну збірну Панами.

## Титули і досягнення

### Як гравець
- Володар Суперкубка Європи (1):

«Барселона»: 1992

### Як тренер
- Чемпіон Кіпру (1):

АПОЕЛ: 2016/17

### Особисті
- Найкращий бомбардир чемпіонату Німеччини: 2002–03 (21 гол, разом з Джоване Елбером)